# Список серий аниме «Хеллсинг»
Премьера анимационного сериала Hellsing состоялась в октябре 2001 года на японском канале Fuji Television, всего было показано 13 эпизодов, трансляция которых завершилась в январе 2002. Сериал создавался студией Gonzo, режиссёры — Уманосукэ Иида и Ясунори Урата, по сценарию Тиаки Конака. История базируется на персонажах и сеттинге манги Хеллсинг, автором которой является Кота Хирано, но описывает несколько иные события. На территории России сериал лицензирован компанией МС Entertainment под названием «Хеллсинг: Война с нечистью».

Студия Satelight совместно с Geneon Entertainment в 2006 году начала производство OVA-сериала, названного просто Hellsing на территории Японии и Hellsing Ultimate за её пределами. В ТВ-сериале, начиная с шестого эпизода, появились сильные расхождения с оригинальной мангой, так как на тот момент она была ещё не дорисована. Новая адаптация следует сюжету манги значительно ближе.

## Список эпизодов

### Hellsing
| 1 | Живой мертвец «The Undead»                    | 11.10.2001 |
| После назначения нового священника в селе Чадар начали исчезать люди. Для расследования инцидента и для ареста священника туда был послан отряд полиции, но все полицейские были убиты и превращены в упырей. Затем из Лондона был послан спецотряд Д-11, который обнаружил, что деревня захвачена зомби. Из отряда Д-11 спасается только одна девушка Виктория Серас, но и она становится вампиром… по доброй воле, благодаря Алукарду, который избавляет село от священника-вампира. |                                               |            |
| 2 | Клуб М «Club M»                               | 18.10.2001 |
| Виктория не может привыкнуть, что она вампир. Она не может днем ходить по городу, спит в гробу днем и не может прикасаться к серебру. Но самое страшное, ей необходимо пить кровь. Новое задание для Алукарда и Виктории нейтрализовать парочку вампиров-бандитов, которые бесконтрольно убивают людей. |                                               |            |
| 3 | Танцор с мечами «Sword Dancer»                | 25.10.2001 |
| В Англию прибывает католический священник-воин отец Андерсен из 13 отдела Инквизиции (организация Искариот) для борьбы с новой генерацией вампиров, у которых обнаруживают чипы. Католики и протестанты, на которых работает Алукард, давние враги. Во время охоты на преступного вампира Энди Кастиполетти священник-воин ранит Викторию Серас и сталкивается в поединке с Алукардом. Андерсен оказывается способным к регенерации своих тканей. Поединок идет на равных и схватка оканчивается ничьей. |                                               |            |
| 4 | Невинный как человек «Innocent as a Human»    | 01.11.2001 |
| Против организации Хеллсинг развернута информационная война. В Интернете циркулируется снафф-фильм об убийстве капитана организации Хеллсинг, затем по телевидению транслируется операция по убийству вампиров, которые выглядят как гражданские люди. В этом участвует преступник вампир, играющий в кровавых шоу, а также предатель в Организации Хелсинг. |                                               |            |
| 5 | Братство «Brotherhood»                        | 08.11.2001 |
| Вампиры братья Люк и Ян Валентайн убивают тайного агента MI5, исследующего дело об искусственных вампирах. Их клан бросает вызов Британской империи и атакует штаб-квартиру организации Хеллсинг, где проходит заседение Круглого Стола. |                                               |            |
| 6 | Мёртвая зона «Dead Zone»                      | 15.11.2001 |
| Уолтер — старый паладин леди Интегры оказывается Ангелом Смерти. Он вместе с Алукардом и Викторией отбивает нападение. Победа далась тяжелой ценой. Убито 135 сотрудников организации Хеллсинг, 24 получили ранение. Уцелели, главным образом те, кто отсутствовали в штаб-квартире на момент штурма. |                                               |            |
| 7 | Дуэль «Duel»                                  | 22.11.2001 |
| Вновь о себе напоминает 13 отдел Инквизиции отдел Искариот — давний враг Организации Хеллсинг в борьбе с нечистью. Алукарду вновь приходится вступить в схватку с её священниками-воинами в лице отца Андерсона. Схватка заканчивается ничьей. |                                               |            |
| 8 | Дом убийств «Kill House»                      | 29.11.2001 |
| Фабрику по производству вампир-чипов обнаруживают в Гонконге, однако в ходе штурма уничтожаются все улики. К Виктории обращается агент MI5 Гарри Андерс в качестве посредника для переговоров с нейтральным вампиром Хеленой в виде маленькой девочки, которая живет в роскошном особняке. Гарри Андерс расследует дело об искусственных вампирах. Хелена утверждает, что в этом деле не могут быть замешаны британские вампиры. По возвращении с задания Гарри Андерса взрывают в собственной машине. Алукард сообщает Интегре, что с континента прибыл новый сильный вампир, равный ему по силе. |                                               |            |
| 9 | Головокружение от алых роз «Red Rose Vertigo» | 06.12.2001 |
| Организация Хеллсинг штурмует замок Бабхан, где скрываются искусственные вампиры. Операцию приходится сворачивать, поскольку поступает сообщение, что там скрываются террористы из ИРА. Однако антитеррористическое подразделение SAS оказывается в ловушке, а его элитные бойцы становятся вампирами. У леди Интегры обнаруживается младшая сестра — леди Лаура Вингейтс, которая оказывается подосланной убийцей. Она владеет гипнозом. Лаура хочет превратить Интегру в упыря и ей почти это удается. Алукард убивает Лауру, а Интегра выпускает из себя всю кровь, чтобы избавиться от крови вампирши. Во главе врагов Организации Хеллсинг оказывается настоящий истинный вампир Инкогнито с Черного Континента — его используют люди, но также как Алукард он служит людям по собственным мотивам. |                                               |            |
| 10 | Хозяин чудовищ «Master of Monster»            | 13.12.2001 |
| Леди Интегра борется со смертью, на операционном столе. Её мысли уносятся в прошлое — к тем, временам, когда был жив отец, а она была маленькой девочкой. Для борьбы с нечистью Организация Хеллсинг иногда практикует таинственный Ритуал. После смерти отца Интегры, власть над организацией Хеллсинг попытался захватить его брат Ричард Хеллсинг. Ричард пытается застрелить маленькую Интегру, но её спасает пленник её отца Алукард, которого она случайно пробуждает своей кровью. Инкогнито проводит смотр своей армии вампиров, набранной из элитного подразделения САС. |                                               |            |
| 11 | Превосходящая сила «Transcend Force»          | 20.12.2001 |
| Капитан спецотряда вампиров Паркер пытается переманить Викторию на свою сторону. Организация Хеллсинг получает информацию о нападении вампиров на женское общежитие в Кембридже. Нападавшие — бывшие бойцы SAS. Это не простые вампиры, ибо они используют взрывчатку и автоматическое оружие. Вампиры нападают на Тауэр. Организация Хеллсинг отправляется на зачистку Тауэра. Инкогнито убивает вампира Хелену. Средства массовой информации неожиданно сообщают, что террористы захватившие Тауэр — члены Организации Хеллсинг, которая вышла из под контроля Королевы Англии. Леди Интегра понимает, что это предательство на самом высоком уровне. |                                               |            |
| 12 | Полное уничтожение «Total Destruction»        | 10.01.2002 |
| Организация Хеллсинг сталкивается с британской армией. Убит капитан Питер Фергюсон — начальник военного руководства Организации Хеллсинг, ветеран «Бури в пустыне». Убиты все бойцы Организации Хеллсинг. Лишь Алукард и Виктория остаются в живых. Вампир Паркер сражается с Викторией, а Инкогнито с Алукардом. Виктория победила, а исход схватки истинных вампиров все еще не определен. |                                               |            |
| 13 | Адское пламя «Hellfire»                       | 17.01.2002 |
| Вертолёт, на котором летит леди Интегра с Уолтером, сбивают королевские ВВС. Инкогнито вызывает бога Сета, который начинает уничтожать Лондон. Алукард гибнет, но возрождается. Поединок продолжается до тех пор, пока Алукард не побеждает. Леди Интегра в тюрьме. Хозяева Инкогнито, которые производили вампир-чипы, так и не раскрыты. В конце битвы Алукарда с Инкогнито, Алукард показывает своё лицо, часть которого похожа на лицо Влада Цепеша, являющегося прообразом графа Дракулы. |                                               |            |

### Hellsing (Special)
| № серии | Название                            | Трансляция в Японии |
| ------- | ----------------------------------- | ------------------- |
| 1       | Псалом Тьмы «Psalm of the Darkness» |                     |

### Hellsing Ultimate
| 1 | Первая OVA «OVA Series Hellsing I»     | 10 февраля 2006 года |
| Почти в точности повторяет сюжет первого тома манги, но изложение идёт немного в другом порядке и некоторые сцены изменены. Основные моменты: воспоминания о смерти отца Интегры и пробуждении Алукарда, уничтожение вампира-бандита, который под видом священника превратил жителей небольшой деревни в упырей, охота за двумя малолетними вампирами, убивающими людей, и первая встреча Алукарда с членом тринадцатого отдела Ватикана Александром Андерсоном. Алукард обезглавлен, но возрождается. Схватка заканчивается ничьей. |                                        |                      |
| 2 | Вторая OVA «OVA Series Hellsing II»    | 25 августа 2006 года |
| Охватывает первую половину второго тома манги и целиком посвящена нападению братьев Валентайн, Люка и Яна, на особняк семьи Хеллсинг. |                                        |                      |
| 3 | Третья OVA «OVA Series Hellsing III»   | 4 апреля 2007 года   |
| Охватывает окончание второго тома, третий том и первую главу четвёртого. Она повествует о вербовке отряда «Диких гусей», встрече руководителей Хеллсинга и Искариота в британском музее и миссии Алукарда в Бразилии, где ему приходится сразиться с ещё одним членом «Миллениума» — Тубалкайном Альхамброй. |                                        |                      |
| 4 | Четвертая OVA «OVA Series Hellsing IV» | 22 февраля 2008 года |
| Алукарду придётся столкнуться с выжившими солдатами СС, которые называют себя «Последний Батальон», являющийся армией бессмертных вампиров, во главе «Миллениума» — знакомый по манге штурмбаннфюрер СС Макс Монтана, также известный как «Майор». Задача «Последнего Батальона» — уничтожить Лондон, а вместе с ним и организацию Хеллсинг. И это лишь начало… |                                        |                      |
| 5 | Пятая OVA «OVA Series Hellsing V»      | 21 ноября 2008 года  |
| Последний Батальон атакует Лондон, практически полностью уничтожает его. Интегра зажата в угол вампирами-эсэсовцами, которых позже уничтожает Андерсон вместе с отрядом священников Искариота. Конец приходится на четвертую главу шестого тома. |                                        |                      |
| 6 | Шестая OVA «OVA Series Hellsing VI»    | 26 июля 2009 года    |
| Отряд вампиров-эсэсовцев во главе с Зорин Блиц атакует Штаб Хеллсинг, однако Виктории Серас удается сбить дирижабль Зорин с помощью модифицированной пушки «Владимир Харконнен 2». В это же время, Максвелла производят в сан Архиепископа, и он повелевает собравшимся отрядам очистить Лондон от ереси, в том числе — и от организации «Хеллсинг». |                                        |                      |
| 7 | Седьмая OVA «OVA Series Hellsing VII»  | 23 декабря 2009 года |
| Бойня в особняке Хеллсингов в самом разгаре. Наемники гибнут мучительными смертями один за другим. В бою убит и Пип Бернадотте, но его смерть позволила Виктории превратиться в настоящего вампира. Виктория расшвыривает весь взвод вражеских солдат, а саму Зорин размазывает по стене. Данная OVA содержит в себе события седьмого тома манги. |                                        |                      |
| 8 | Восьмая OVA «OVA Series Hellsing VIII» | 27 июля 2011 года    |
| Крестовый поход прибывает в Лондон, где разворачивается битва. В пылу битвы на корабле «Eagle» Алукард приплывает в город. Интегра приказывает Алукарду снять ограничение Печати Кромвеля до нулевого уровня. Алукард высвобождает все души, что есть у него и уничтожает войско Последнего батальона и крестоносцев. В пылу резни погибает не без помощи отца Александра и Энрико Максвелл. Начинается сражение Алукарда с Александром Андерсеном, во время которого отец Андерсен вонзает в себя гвоздь святой Елены и становится чудовищем Бога. Во время битвы Андерсен вонзает в голову Алукарда свой меч. Данная OVA содержит в себе события восьмого тома манги и первых двух глав девятого тома. |                                        |                      |
| 9 | Девятая OVA «OVA Series Hellsing IX»   | 15 февраля 2012 года |
| Битва Андерсона и Алукарда заканчивается победой последнего. Алукард вырывает у священника сердце, после чего тот умирает и рассыпается в прах. Появляется исчезнувший ранее Уолтер. Теперь он один из вампиров Миллениума, гораздо более опасный, чем прежде. Он убивает сопровождающую Андерсона Юмико и бросает вызов Алукарду. Пока не вмешивавшийся в бой Ганс Гюнше ранит Хейнкель Вольф, которая попыталась отомстить за боевую подругу, и тем самым приводит её в ярость. Интегра повторяет приказ Алукарду: идти и уничтожать всех врагов Британии, которых он найдёт. Уолтер сражается с Алукардом и Люком Валентайном, которого тот поглотил во время первого нападения вампиров на Хеллсинг, а теперь выпустил. Алукард оказывается сильнее; кроме того, наспех изменённое Доком тело Уолтера начинает слабеть и кровоточить. Майор сажает последний оставшийся дирижабль на улицы Лондона и приглашает Интегру на борт. Виктория Серас сопровождает её. |                                        |                      |
| 10 | Десятая OVA «OVA Series Hellsing X»    | 26 декабря 2012 года |
| Интегра и Серас сражаются с остатками вампиров Миллениума на борту дирижабля, пока Капитан не разделяет их. Снаружи Алукард начинает поглощать реки крови мертвецов, способствуя исполнению планов Майора. Серас сражается с оборотнем Капитаном, и с помощью Пипа Бернадотте побеждает его. Интегра настигает Майора, но щит препятствует её атаке, и она становится свидетелем поражения Алукарда. Шредингер позволяет Алукарду поглотить своё тело, из-за чего последний исчезает. Серас и Интегра снова воссоединяются. Хейнкель нападает на Уолтера, но он, будучи раненым, покидает поле битвы, оставив Хейнкель в почти беспомощном состоянии истекать кровью. Серас пробивает защиту и ранит Майора, который оказывается киборгом. В бою Майор гибнет, Интегра ранена в глаз. Уолтер убивает Доктора и умирает. Интегра приказывает Серас вернуться с ней домой. Спустя тридцать лет Искариот наносит визит в новую штаб-квартиру Хеллсинг, но им отказывают во встрече. Искариот планирует новый крестовый поход. В тот вечер Алукард появляется возле кровати Интегры, закончив убивать поглощённые им души. Интегра предлагает ему немного своей крови. |                                        |                      |

### Hellsing Ultimate (Special)
| 1                                             | Дайджест для уродов «Digest for Freaks» | 22 января 2006 |
| Почти полностью повторяет события первой OVA. |                                         |                |

### Hellsing: The Dawn
| № серии | Название                   | Выход в Японии       |
| ------- | -------------------------- | -------------------- |
| 1       | Рассвет I «The Dawn I»     | 27 июля 2011 года    |
| 2       | Рассвет II «The Dawn II»   | 15 февраля 2012 года |
| 3       | Рассвет III «The Dawn III» | 26 декабря 2012 года |